# Anemia rutifolia
Anemia rutifolia är en ormbunkeart som beskrevs av Carl Friedrich Philipp von Martius. Anemia rutifolia ingår i släktet Anemia och familjen Anemiaceae. Inga underarter finns listade.